# Station Pointe-de-Grave
Station la Pointe-de-Grave is een spoorweghalte in de Franse gemeente Le Verdon-sur-Mer.